# Onuphis shirikishinaiensis
Onuphis shirikishinaiensis är en ringmaskart som först beskrevs av Imajima 1960.  Onuphis shirikishinaiensis ingår i släktet Onuphis och familjen Onuphidae. Inga underarter finns listade i Catalogue of Life.